# TrueOS

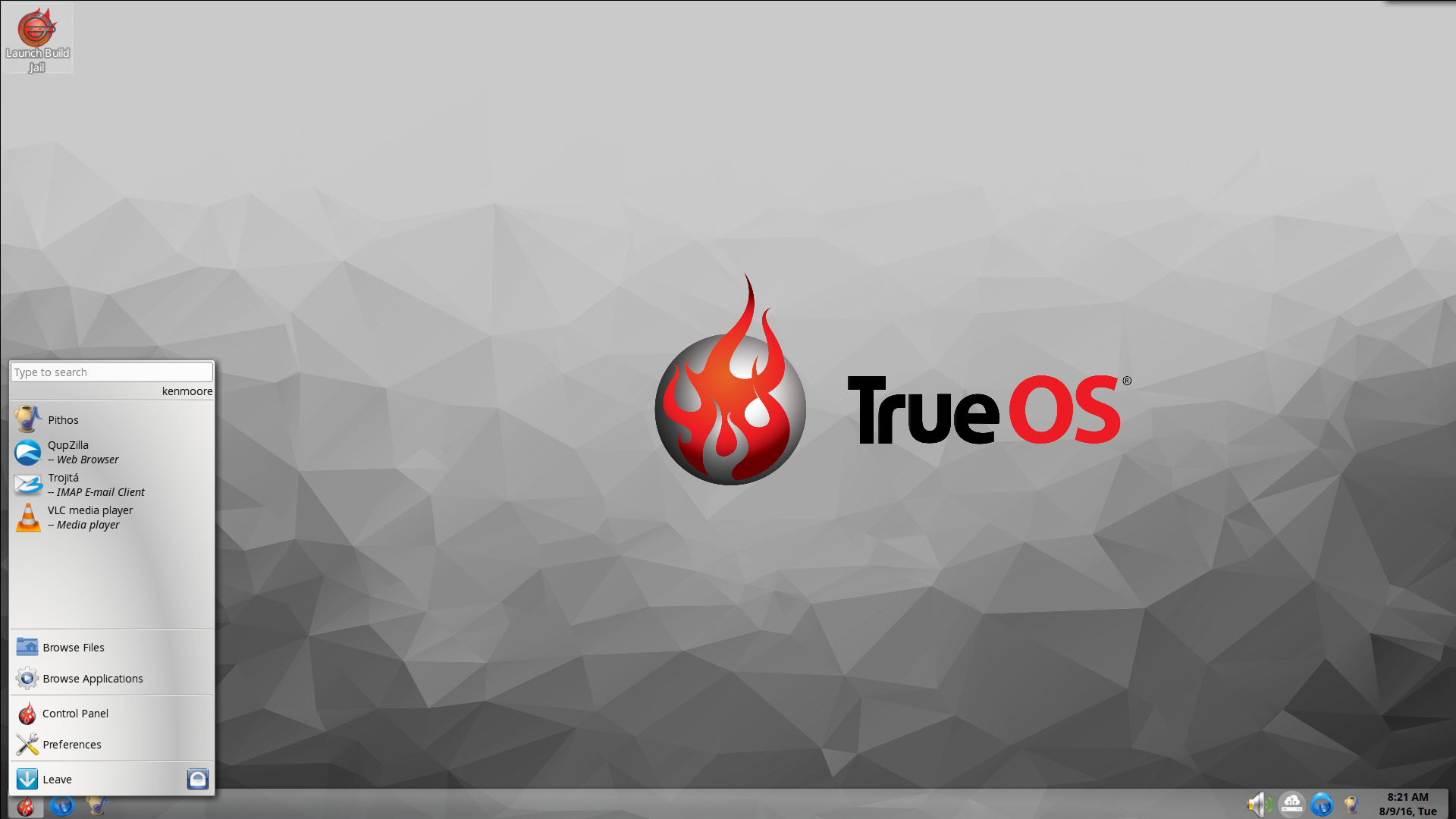
Lumina가 포함된 TrueOS 11.0

TrueOS는 FreeBSD에 기반한 유닉스 계열의 데스크톱용 운영 체제이다. iXsystems라는 회사가 개발한다. 예전에는 데스크탑 버전의 PC-BSD라는 이름과 서버 버전의 TrueOS라는 이름의 두 가지 브랜드가 있었지만 2016년 9월 1일부터 TrueOS라는 이름으로 합쳤다.

## 같이 보기
- BSD
- FreeBSD
  - Darwin
  - GhostBSD
  - MidnightBSD
  - NomadBSD
- OpenBSD
- NetBSD